# Lepturichthys fimbriata
Lepturichthys fimbriata är en fiskart som först beskrevs av Günther, 1888.  Lepturichthys fimbriata ingår i släktet Lepturichthys och familjen grönlingsfiskar. IUCN kategoriserar arten globalt som livskraftig. Inga underarter finns listade i Catalogue of Life.